# Николаевка (Шимский район)
Николаевка — деревня в Шимском районе Новгородской области в составе Подгощского сельского поселения.

## География
Находится в западной части Новгородской области на расстоянии приблизительно 15 км на юг по прямой от районного центра поселка Шимск.

## История
В 1909 году здесь было учтено 6 дворов.

## Население
Численность населения: 57 человек (1909 год), 3 (русские 100 %) в 2002 году, 5 в 2010.